# Уецкое
Уецкое — село в Талицком городском округе Свердловской области России.

## Географическое положение
Село Уецкое находится на левом берегу реки Пышмы, к северо-западу от города Талицы. Расстояние до города — 7 километров по прямой и 8 километров по автодороге через посёлок Троицкий (до въезда). В окрестностях села расположены старицы, отделяющие Уецкое от русла Пышмы.

## История села
Село было основано в 1646 году казаками из казанских мест, переселившихся в Сибирь.

## Спасская церковь
В 1807 году была заложена каменная двухпрестольная церковь, главный храм которой был освящён в честь Нерукотворного Образа Спасителя 5 октября 1831 года. Придел был освящён в честь иконы Пресвятой Богородицы «Знамение» в 1817 году. В 1863 году церковь сгорела, но была восстановлена и освящена 26 и 27 ноября 1863 года. С 1930 года богослужения не совершались. Церковь была закрыта в 1932 году.

## Население
| 2002 | 2010 | 2021 |
| ---- | ---- | ---- |
| 35   | ↘19  | ↘10  |